# Nerima
Nerima (練馬区, Nerima-ku) és un municipi i districte especial de Tòquio, a la regió de Kantō, Japó. Degut a la seua condició de municipi, Nerima també és conegut en anglés i oficialment pel govern local com a "ciutat de Nerima" (Nerima City).
El districte és principalment residencial, fent de ciutat dormitori per als treballadors de Tòquio, però també té diversos núclis comercials dispersos, generalment coincidents amb les estacions de ferrocarril. Amb una població de 742.463 habitants, Nerima és el segon municipi més populós de tot Tòquio, per darrere de Setagaya, així com el cinqué en superfície de la regió dels 23 districtes especials. Nerima també és el districte especial de Tòquio amb major superficie agrària.

## Geografia

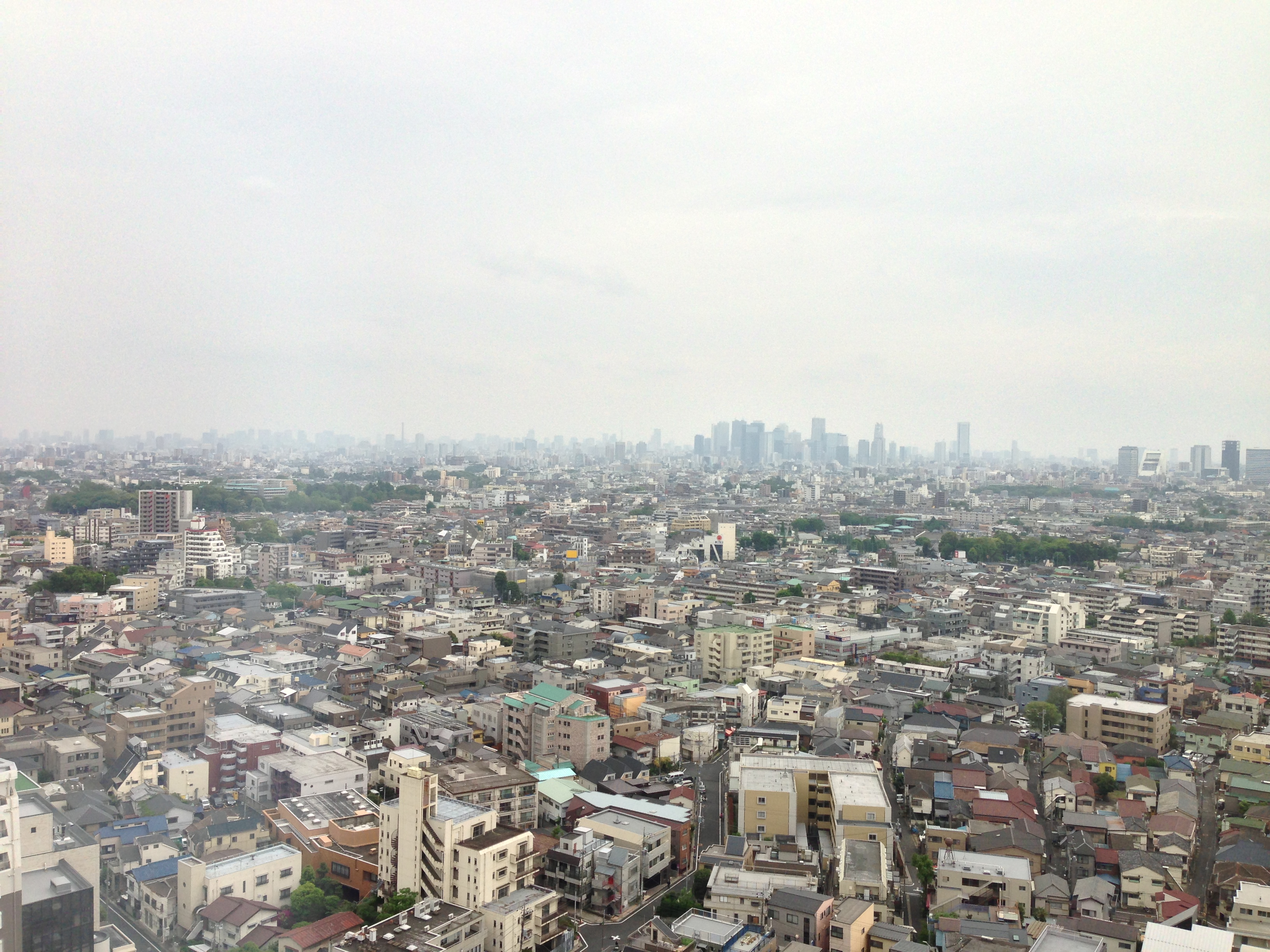
Panoràmica de Nerima des de l'ajuntament

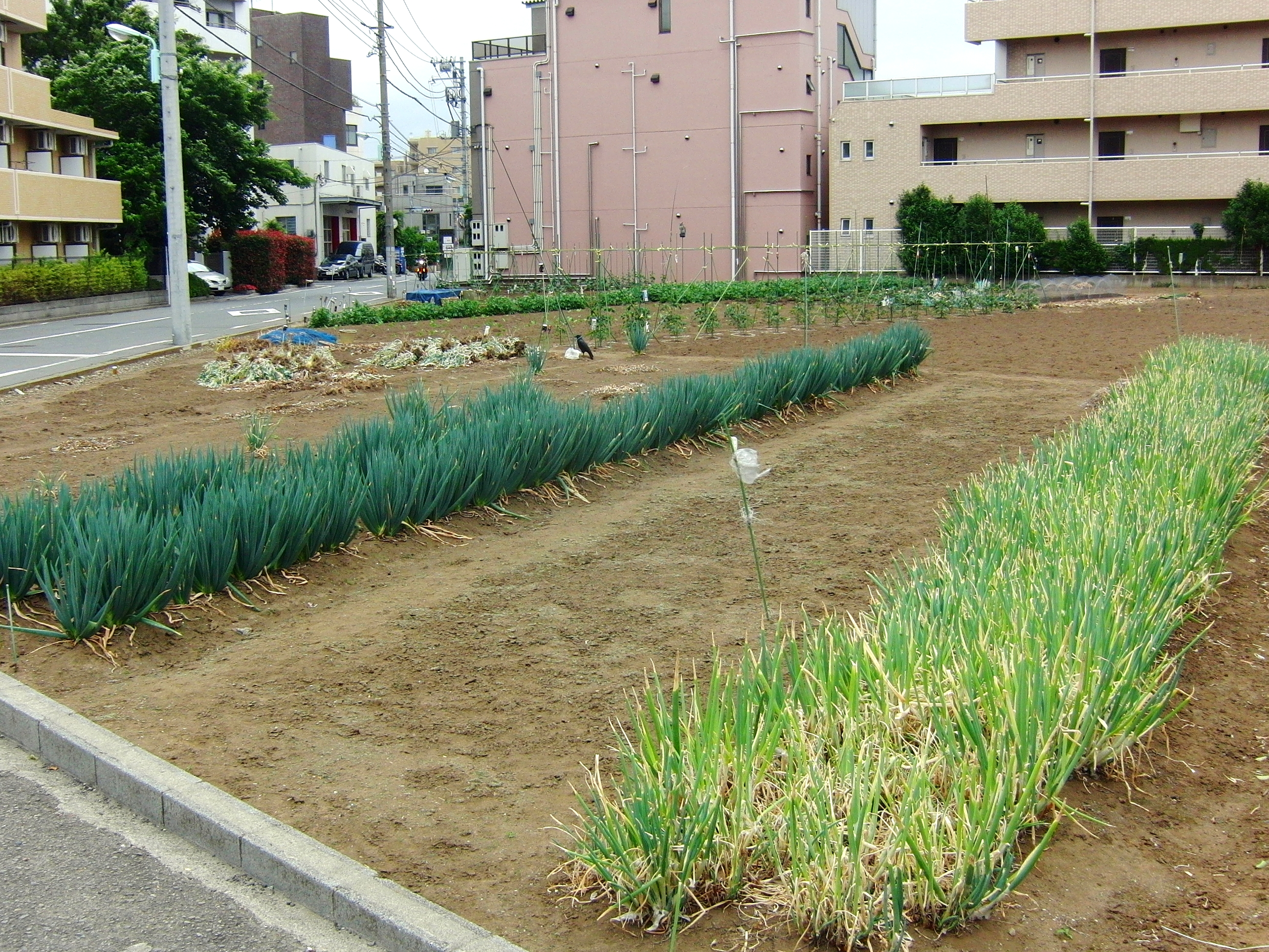
Camps a Hazawa, Nerima

El districte especial de Nerima es troba localitzat al centre-nord de Tòquio i a l'extrem nord-oest de la regió del 23 districtes especials.
Localitzat geogràficament a l'altiplà de Musashino, per Nerima passen els rius Shakujii i Shirako.
El terme municipal de Nerima limita amb els de Niiza, Wakō i Asaka (tots tres a la prefectura de Saitama) al nord; amb Itabashi i Toshima a l'est; amb Nakano i Suginami al sud i amb Musashino i Nishi-Tōkyō a l'oest.

### Barris
Els barris de Nerima són els següents:
- Asahigaoka (旭丘)
- Asahi-chō (旭町)
- Ōizumi-gakuen (大泉学園町)
- Ōizumi-machi (大泉町)
- Kasuga-chō (春日町)
- Kami-Shakujii (上石神井)
- Shakujii-Minami (上石神井南町)
- Kita-machi (北町)
- Kōyama (向山)
- Kotake-chō (小竹町)
- Sakae-chō (栄町)
- Sakura-dai (桜台)
- Shimo-Shakujii (下石神井)
- Shakujii-dai (石神井台)
- Shakujii-machi (石神井町)
- Sekimachi-higashi (関町東)
- Sekimachi-minami (関町南)
- Sekimachi-kita (関町北)
- Takano-dai (高野台)
- Takamatsu (高松)
- Tagara (田柄)
- Tateno-chō (立野町)
- Doshida (土支田)
- Toyotama-kami (豊玉上)
- Toyotama-naka (豊玉中)
- Toyotama-minami (豊玉南)
- Toyotama-kita (豊玉北)
- Nakamura (中村)
- Nakamura-minami (中村南)
- Nakamura-kita (中村北)
- Nishi-Ōizumi (西大泉)
- Nishi-Ōizumi-machi (西大泉町)
- Nishiki (錦)
- Nukui (貫井)
- Nerima (練馬)
- Hazawa (羽沢)
- Hayamiya (早宮)
- Hikarigaoka (光が丘)
- Hikawa-dai (氷川台)
- Higashi-Ōizumi (東大泉)
- Fujimi-dai (富士見台)
- Heiwa-dai (平和台)
- Minami-Ōizumi (南大泉)
- Minami-Tanaka (南田中)
- Mihara-dai (三原台)
- Yahara (谷原)

## Història

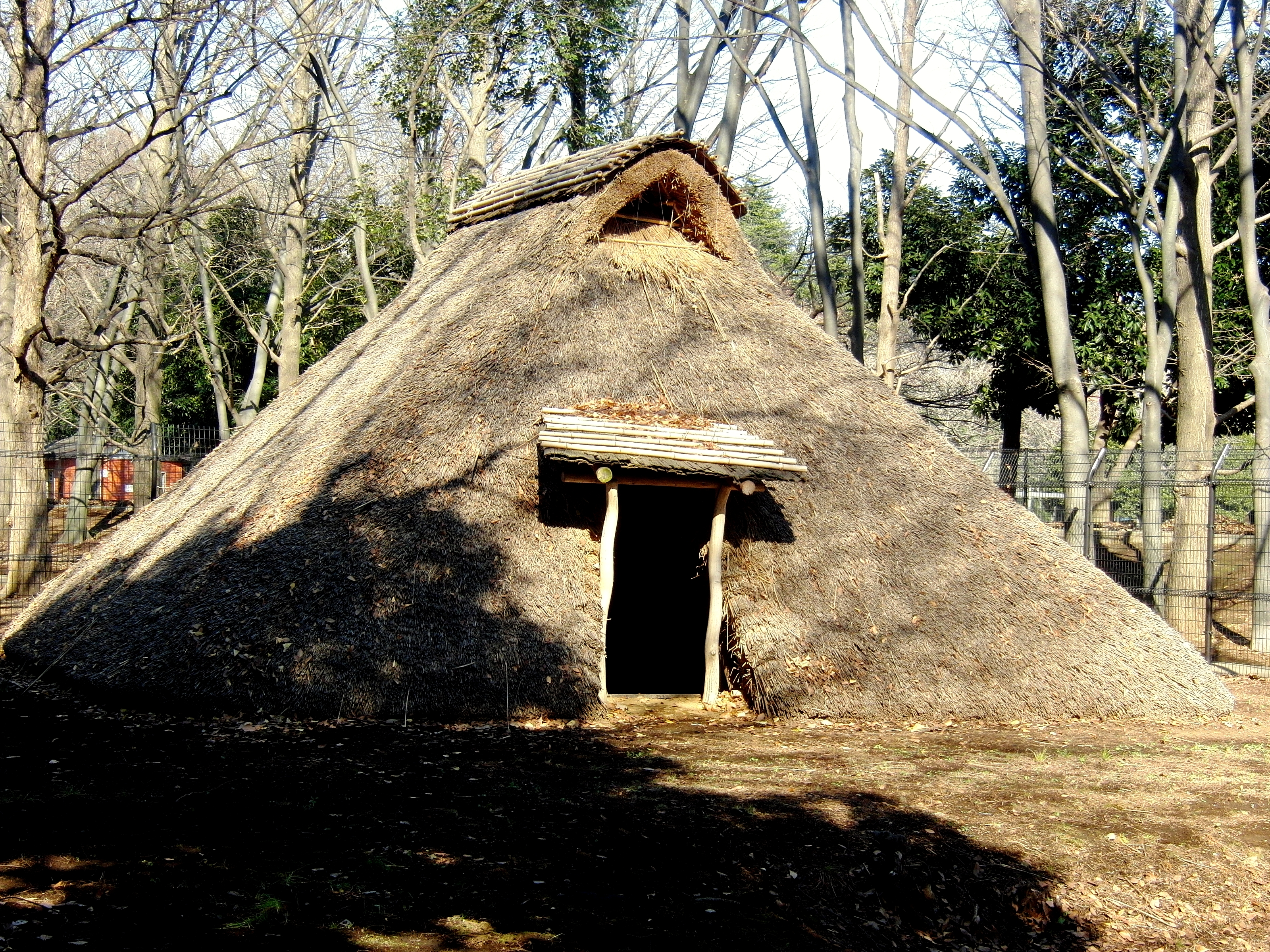
Reconstrucció d'un habitatge del període Nara

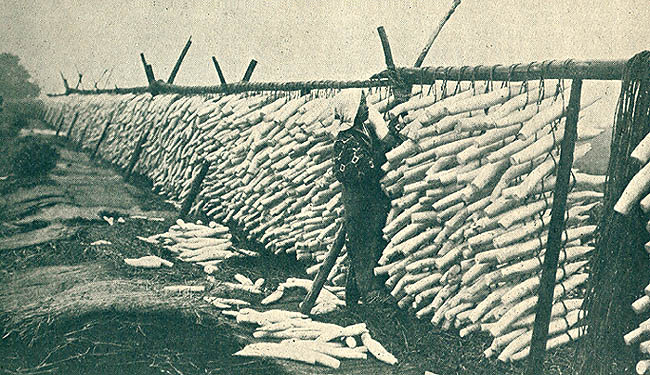
Cultiu del rave blanc a Nerima (1936)

Des de, com a poc, el període Nara fins a la fi del període Edo, la zona on actualment es troba el districte especial de Nerima va formar part del ja desaparegut districte de Toshima, a l'antiga província de Musashi. A principis del període Edo, el llogaret fou dividit en els pobles de Kami-Itabashi (Itabashi de dalt) i Shimo-Itabashi (Itabashi de baix).
Ja amb la restauració Meiji i la creació de l'actual sistema de municipis, els antics llogarets d'Itabashi es constituïren en els municipis de Kami-Itabashi, Shimura, Akatsuka, Nerima, Kami-Nerima, Naka-Arai, Shakujii i Ōizumi, tots ells dins del recentment creat districte de Kita-Toshima, a l'antiga prefectura de Tòquio. El districte sencer i tots aquests municipis acabarien absorbits per la ja desapareguda ciutat de Tòquio l'1 d'octubre de 1932.
Dins de Tòquio, els antics municipis conformaren el districte urbà d'Itabashi fins l'1 de juliol de 1943, quan la ciutat fou dissolta i el districte urbà passà a tindre consideració d'especial (semblant a un municipi). L'actual estatus de districte especial s'acabà definint el 3 de maig de 1947, amb la nova llei d'autonomia local. L'1 d'agost del mateix any, els antics municipis que formaven part del districte: Nerima, Kami-Nerima, Naka-Arai, Shakujii i Ōizumi es van escindir per tal de crear el districte especial de Nerima.
Nerima és un dels districtes especials més joves de Tòquio, tot i ser el segón més populós i el cinqué en superficie total. L'any 2007 el districte passà per primera vegada dels 700.000 habitants.

## Administració

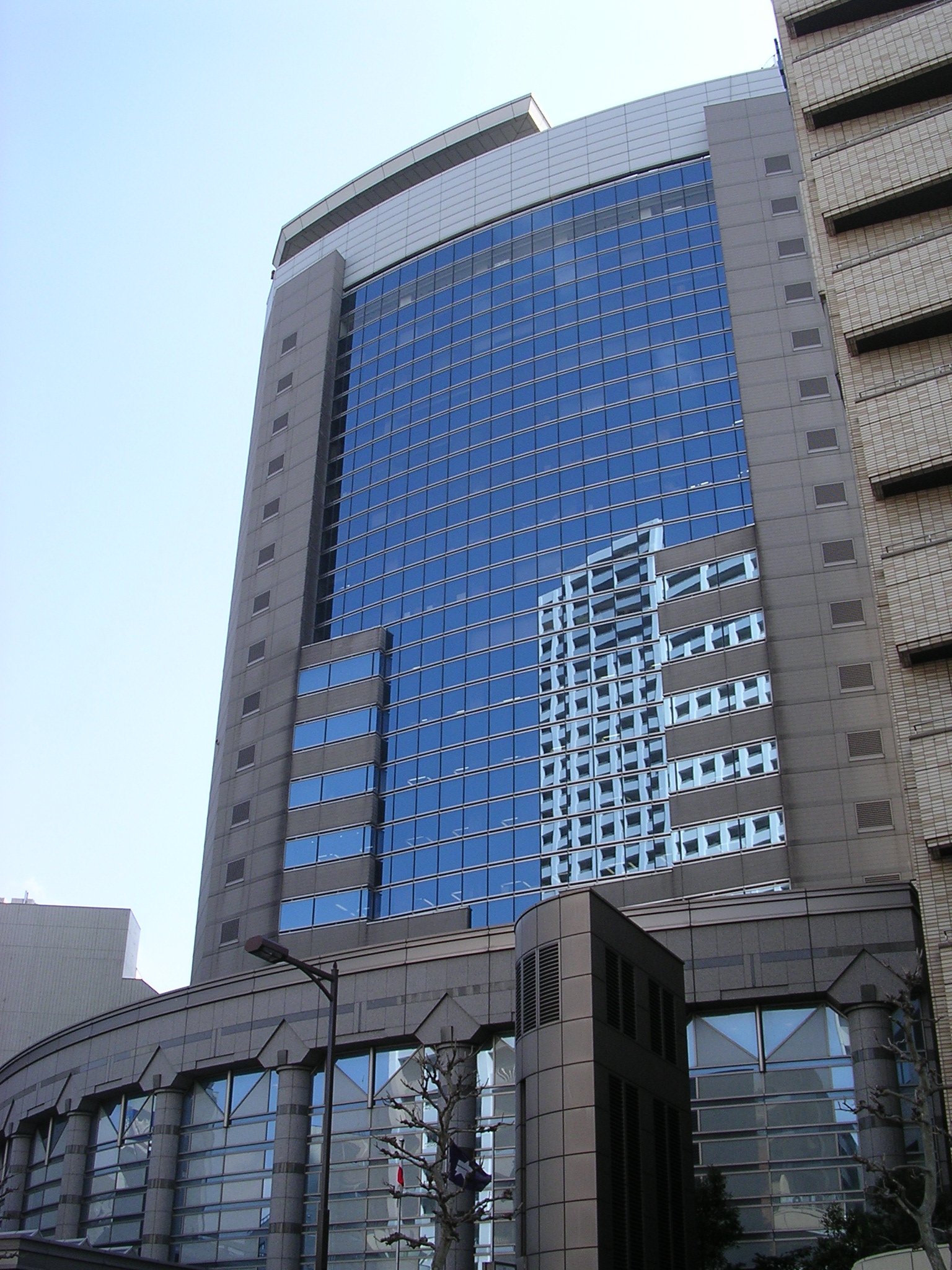
Ajuntament de Nerima

### Alcaldes
La relació d'alcaldes de Nerima és la següent:
- Gojūsan Usui (1947-1951)
- Misao Suda (1951-1967)
- Kenji Kata (1968-1972)
- Kensuke Tabata (1973-1987)
- Saburō Iwanami (1987-2003)
- Toshirō Shimura (2003-2014)
- Akio Maekawa (2014-present)

### Assemblea
| Assemblea de Nerima (2019-2023) | Assemblea de Nerima (2019-2023)  | Assemblea de Nerima (2019-2023) | Assemblea de Nerima (2019-2023) |
| P: Tsuyoshi Kashiwazaki (PLD)   | P: Tsuyoshi Kashiwazaki (PLD)    | V: Yuriko Yoshida (KM)          | V: Yuriko Yoshida (KM)          |
| Grups polítics                  | Grups polítics                   | Grups polítics                  | Regidors                        |
| ------------------------------- | -------------------------------- | ------------------------------- | ------------------------------- |
|                                 | Partit Liberal Democràtic        | PLD                             | 16 / 50                         |
|                                 | Kōmeitō                          | KMT                             | 11 / 50                         |
|                                 | ET1 (2) PDP (1) NHK (1) Ind (2)  |                                 | 6 / 50                          |
|                                 | Net (2) VEU (2) Ind (1)          |                                 | 5 / 50                          |
|                                 | Partit Comunista del Japó        | PCJ                             | 5 / 50                          |
|                                 | Partit Democràtic Constitucional | PDC                             | 4 / 50                          |
|                                 | Ombudsman Nerima                 | ON                              | 1 / 50                          |
|                                 | Escons vacants                   | Ind                             | 2 / 50                          |

## Demografia
| 1920    | 1930    | 1940    | 1950    | 1960    | 1970    | 1980    |
| ------- | ------- | ------- | ------- | ------- | ------- | ------- |
| n/a     | n/a     | n/a     | 125.197 | 305.628 | 527.931 | 564.156 |
| 1990    | 2000    | 2010    | 2020    | 2030    | 2040    | 2050    |
| 618.663 | 658.132 | 716.384 | 742.463 | -       | -       | -       |

## Transport

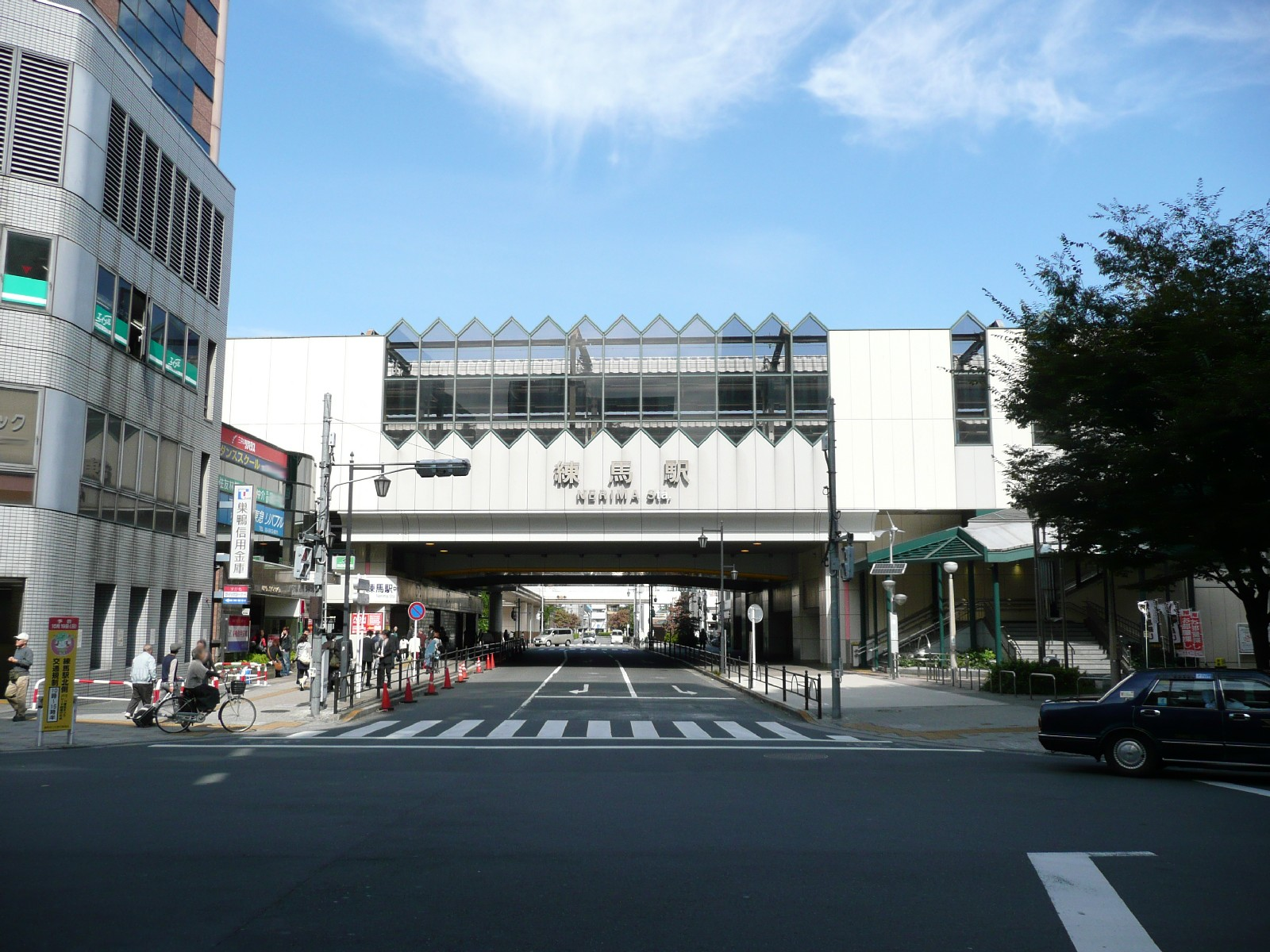
Estació de Nerima

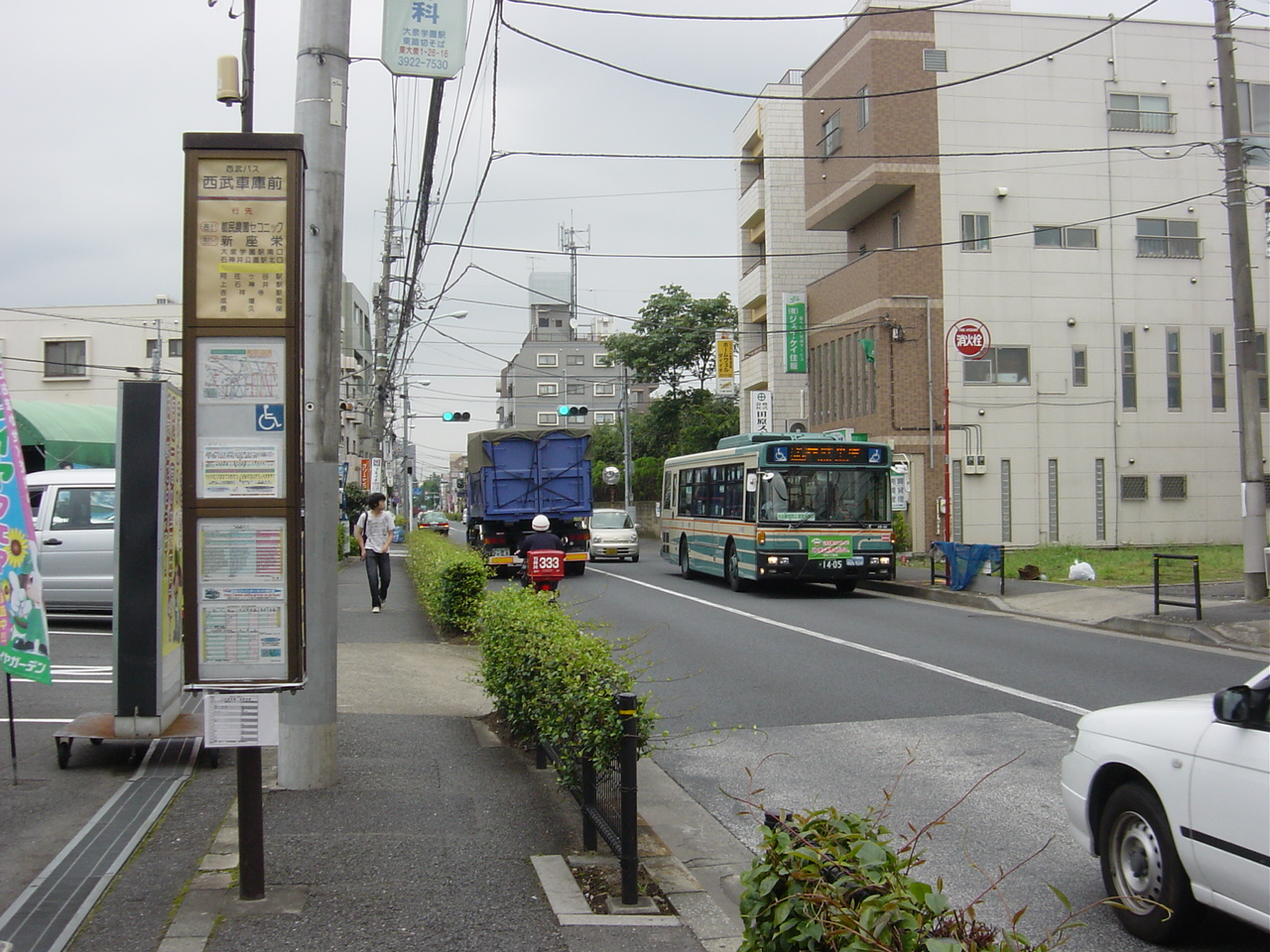
Carrer de Nerima amb parada d'autobús

### Ferrocarril
- Metro de Tòquio
  - Kotake-Mukaihara - Hikawadai - Heiwadai - Chikatetsu-Akatsuka
- Metro Públic de Tòquio (TOEI)
  - Nerima - Toshimaen - Nermia-Kasugachō - Hikarigaoka
- Ferrocarril de Musashi Occidental (Seibu)
  - Ekoda - Sakuradai - Nerima - Nakamurabashi - Fujimidai - Nerima-Takanodai - Shakujii-kōen - Ōizumi-gakuen - Kotake-Mukaihara - Shin-Sakuradai - Toshimaen

### Carretera
- Autopista de Kantō-Echigo (Kan-Etsu) - Autopista Circumval·latòria de Tòquio (Gaikan)
- N-17 - N-254
- TK/ST-4 - TK/ST-24 - TK/ST-25 - TK-245 - TK-311 - TK-318 - TK-439 - TK-441

## Agermanaments
- Ueda, prefectura de Nagano, Japó.
- Ipswich, Queensland, Austràlia.
- Haidian, Pequín, RPX.